# Elymnias mehida
Elymnias mehida är en fjärilsart som beskrevs av William Chapman Hewitson 1863. Elymnias mehida ingår i släktet Elymnias och familjen praktfjärilar. Inga underarter finns listade i Catalogue of Life.